# Susan Bayly
Susan Banks Bayly, geboren Kaufmann, is een antropoloog en historicus, gespecialiseerd in het Indiaas kastenstelsel en Indiase religies. Ze is Life Fellow aan het Christ's College van de Universiteit van Cambridge en was redacteur van de Journal of the Royal Anthropological Institute.
In 1980 haalde zij haar Ph.D. aan de Universiteit van Cambridge. Bayly was sinds 1981 getrouwd met historicus Christopher Alan Bayly tot zijn dood in 2015. Haar onderzoek bracht haar veelvuldig in India, tot zij in 200 haar aandacht verschoof naar het effect dat het Britse en Franse koloniale rijk hadden in Azië. Zij deed sindsdien veel onderzoek in Vietnam.

## Publicaties
- 1980: 'Popular Christianity, caste and Hindu society in south India, 1800-1915: a study of Travancore and Tirunelveli', dissertatie aan Cambridge als Susan Kaufmann
- 1981: 'A Christian Caste in Hindu Society: Religious Leadership and Social Conflict among the Paravas of Southern Tamilnadu' in Modern Asian Studies, Volume 15, Issue 2, p. 203–234, als Susan Kaufmann
- 1989: Saints, Goddesses and Kings. Muslims and Christians in South Indian Society 1700-1900, Cambridge University Press
- 1999: Caste, Society and Politics in India from the Eighteenth Century to the Modern Age. The New Cambridge History of India, Volume IV·3, Cambridge University Press
- 2007: Asian Voices in a Postcolonial Age. Vietnam, India and Beyond, Cambridge University Press

- Bibliothèque nationale de France: cb12201177w (data)
- International Standard Name Identifier: 0000 0000 8350 401X
- Library of Congress Control Number: n88232806
- Nationale Bibliotheek van Letland: 000033260
- Nationale Bibliotheek van Israël: 987007278018605171
- Nederlandse Thesaurus van Auteursnamen: 074855441
- Système universitaire de documentation: 030635098
- Virtual International Authority File: 2519101
- WorldCat: E39PBJw8VKtvWKkYqKh3XCtFrq